# Baron Muskerry
Baron Muskerry, of Muskerry in the County of Cork, ist ein erblicher britischer Adelstitel in der Peerage of Ireland.
Familiensitz der Barone ist Springfield Castle bei Newcastle West im County Limerick.

## Verleihung
Der Titel wurde am 5. Januar 1781 für ehemaligen Abgeordneten im irischen Unterhaus Sir Robert Deane, 6. Baronet geschaffen. Bereits 1770 hatte er den fortan nachgeordneten Titel Baronet, of Muskerry in the County of Cork, geerbt, der am 10. März 1710 in der Baronetage of Ireland seinem Vorfahren Matthew Deane (um 1626–1711) verliehen worden war.
Heutiger Titelinhaber ist seit 1988 sein Ur-ur-urenkel Robert Deane als 9. Baron.

## Liste der Titelinhaber

### Deane Baronets, of Muskerry (1710)
- Sir Matthew Deane, 1. Baronet (um 1626–1711)
- Sir Robert Deane, 2. Baronet († 1712)
- Sir Matthew Deane, 3. Baronet († 1747)
- Sir Matthew Deane, 4. Baronet (um 1706–1751)
- Sir Robert Deane, 5. Baronet (um 1707–1770)
- Sir Robert Deane, 6. Baronet (1745–1818) (1781 zum Baron Muskerry erhoben)

### Barone Muskerry (1781)
- Robert Deane, 1. Baron Muskerry (1745–1818)
- John Deane, 2. Baron Muskerry (1777–1824)
- Matthew Deane, 3. Baron Muskerry (1795–1868)
- Hamilton Deane-Morgan, 4. Baron Muskerry (1854–1929)
- Robert Deane-Morgan, 5. Baron Muskerry (1874–1952)
- Matthew Deane-Morgan, 6. Baron Muskerry (1875–1954)
- Matthew Deane, 7. Baron Muskerry (1874–1966)
- Hastings Deane, 8. Baron Muskerry (1907–1988)
- Robert Deane, 9. Baron Muskerry (* 1948)

Titelerbe (Heir apparent) ist der einzige Sohn des aktuellen Titelinhabers, Hon. Jonathan Deane (* 1986).